# Dorcadion kasikoporanum
Dorcadion kasikoporanum là một loài bọ cánh cứng trong họ Cerambycidae.